# Betty Lockwood, Baroness Lockwood
Betty Lockwood, Baroness Lockwood (* 22. Januar 1924 in Dewsbury, West Yorkshire; † 29. April 2019) war eine britische Politikerin der Labour Party und Life Peeress. 

## Leben und Karriere
Lockwood wurde am 22. Januar 1924 als Tochter des Bergmanns und Grubenarbeiters Arthur Lockwood in Dewsbury, West Yorkshire geboren. Sie besuchte die Eastborough Girls School und verließ diese im Alter von 14 Jahren. Sie setzte dann ihre Studien an einer Abendschule fort. Mit der Unterstützung eines Mary MacArthur-Stipendiums für arbeitende Frauen studierte sie Wirtschaftswissenschaften und Politikwissenschaft am Ruskin College in Oxford.
Im Alter von 18 Jahren wurde ihr ein Fuß amputiert; die Eltern überließen ihr die Entscheidung darüber. Dies wurde durch einen früheren Unfall und mangelnde Versorgung im Nachhinein nötig. Als Kind waren ihr aufgrund der in diesem Zusammenhang eingetretenen Sepsis bereits mehrere Zehen entfernt worden. Sie selbst betrachtete sich jedoch nicht als behindert und war nicht als solche registriert.
Nach dem Besuch der Universität war sie von 1952 bis 1967 für die Labour Party als regionale Frauenbeauftragte (Regional Women's Organiser) in Yorkshire tätig. Anschließend zog sie nach London, wo sie von 1967 bis 1975 als Chief Woman Officer and Assistant National Agent der Labour Party aktiv war. 
Auf nationaler und internationaler Ebene setzte sie sich für gleiche Chancen von Frauen ein und unterstützte zahlreiche Organisationen in Yorkshire. Sie engagierte sich für die gleiche Entlohnung von Männern und Frauen und war entscheidend an der Einführung des Equal Pay Act 1970 beteiligt. Von 1975 bis 1983 war sie erste Vorsitzende der Equal Opportunities Commission und war von 1982 bis 1983 Vorsitzende des European Advisory Committee on Equal Opportunities for Women and Men. 
Von 1992 bis 1994 war sie Mitglied des Europarates und der WEU.

## Weitere Ämter
Von 1983 bis 1992 war sie Mitglied des Aufsichtsrates (Council) der Advertising Standards Authority. Beim Birkbeck College der London University war sie von 1983 bis 1989 Präsidentin. Von 1985 bis 1991 war sie Mitglied des Verwaltungsrates (Council) der University of Leeds. Von 1987 bis 1994 war sie Präsidentin des Hillcroft College. Bei der Leeds Development Corporation war sie von 1988 bis 1995 Mitglied. 
1983 wurde sie Mitglied des Verwaltungsrates (Council) der University of Bradford. Von 1988 bis 1997 war sie dort Pro-Kanzler (Pro-Chancellor) und von 1992 bis 1997 Chairman of Council. Ab 1997 amtierte sie als Kanzlerin der Universität; 2005 folgte ihr der pakistanische frühere Cricketspieler und Politiker Imran Khan nach.
Später (Stand: September 2011) war sie Präsidentin des National Coal Mining Museum for England (seit 2007), wo sie zuvor von 1995 bis 2007 Vorsitzende (Chairman) war. Sie war Präsidentin der Yorkshire Arthritis Research Campaign. Sie war Mitglied von Soroptimist International, einer Organisation, die sich für die soziale und gesellschaftliche Gleichstellung von Frauen einsetzt, und war Schirmherrin (Patron)  des Born in Bradford-Forschungsprojektes. 

## Mitgliedschaft im House of Lords
Lockwood wurde am 27. Februar 1978 zum Life Peer als Baroness Lockwood, of Dewsbury in the County of West Yorkshire ernannt. Ihre Antrittsrede im House of Lords hielt sie am 7. Februar 1979. Als ihre politischen Interessen gibt sie Bildung, Berufsausbildung, Wirtschaftspolitik und die Gleichstellung der Geschlechter an. 
Von 1990 bis 2007 war sie Stellvertretender Sprecher (Deputy Speaker) und Deputy Chair of Committees. Lockwood gehörte der All Party Disablement Group an, nach eigenen Angaben nicht aufgrund der eigenen Behinderung, sondern wegen ihres Interesses an diesem Gebiet.
Lockwood meldete sich in den 1980er Jahren unter anderem zu den Themen Bildung, Wirtschaft, Gleichstellung der Geschlechter und Kommunale Verwaltung zu Wort. In den 1990er Jahren sprach sie erneut zu zahlreichen, der Bildung zuzuordnenden Themen; sie sprach zu Fragen der Migration und zu Rechten von Behinderten. Im Juni 1999 setzte sie sich für die Versorgung von Frauen ein, die im Kosovokrieg sexueller Gewalt ausgesetzt waren. In den Jahren nach 2000 sprach sie unter anderem zum Asylrecht, zu Antiterrorgesetzen, Abtreibungen, Teenagerschwangerschaften und Aids. 
Im Zeitraum ab 2001 wies sie zunächst hohe Anwesenheitszahlen auf, die dann aber deutlich zurückgingen. Sie meldete sich am 6. März 2008 zuletzt zu Wort. An einer Abstimmung beteiligte sie sich zuletzt am 31. März 2008. 

## Ehrungen
1987 wurde sie Deputy Lieutenant von West Yorkshire. 
Lockwood war Trägerin von vier Ehrendoktorwürden. Die University of Bradford ehrte sie mit dem Ehrentitel eines Doctor of Letters (Hon Dlitt). 1985 wurde sie von der University of Strathclyde mit einem Doctor of Laws (Hon LLD) geehrt. Sie trägt seit 1999 die Ehrendoktorwürde (Hon Duniv) der Leeds Metropolitan University 1999, sowie seit 2004 den Ehrendoktor der University of Edinburgh.
Lockwood war Honorary Fellow des University of Manchester Institute of Science and Technology (UMIST), wo sie von 1992 bis 1995 Vize-Präsidentin (Vice-President) war, und des Birkbeck College.
2000 wurde sie vom Dewsbury College mit dem AoC Gold Award geehrt.
Ihr zu Ehren wurde der Baroness Lockwood Award for Distinguished Teaching (BLADT) begründet, der für besondere Leistungen in der Bildung vergeben wird.

## Privates
Sie heiratete 1978 Lieutenant Colonel Cedric Hall. Er starb 1988. Als ihre Hobbys nannte sie die Oper und Erholung in der Landschaft der North Yorkshire Dales.